# Golpe de Estado no Burundi em 1987
O Golpe de Estado no Burundi em 1987 foi um golpe militar sem derramamento de sangue que ocorreu no Burundi em 3 de setembro de 1987. O presidente tutsi Jean-Baptiste Bagaza foi deposto durante uma viagem ao exterior e foi sucedido pelo Major Pierre Buyoya, também um tutsi.

## Antecedentes
Jean-Baptiste Bagaza foi nomeado presidente do Burundi em 1976, após um golpe militar que depôs Michel Micombero. Como presidente do partido União para o Progresso Nacional (UPRONA), ele foi o único candidato na eleição presidencial no Burundi de 1984 e foi reeleito com 99,6% dos votos. Durante a presidência de Bagaza, houve tensões de longa data sobre a repressão da Igreja Católica Romana, em um país onde 65% dos cidadãos são católicos praticantes. Isto foi posteriormente descrito por diplomatas como um fator essencial no golpe.

## Golpe e consequências
Em setembro de 1987, Bagaza viajou para o Quebec, no Canadá, para participar de uma cúpula francófona. O exército tomou o poder, liderado pelo primo de Bagaza, o Major Pierre Buyoya. Sabendo do golpe, Bagaza imediatamente retornou à África, porém o Aeroporto de Bujumbura foi fechado, e em Nairóbi, lhe foi recusado a entrada no Quênia. Após o golpe, Bagaza fugiu para Uganda, e em seguida, em 1989, para a Líbia, onde recebeu asilo político.
Pierre Buyoya formou um Comité Militar para a Salvação Nacional para assumir o controle, suspendeu a Constituição do país e foi empossado como presidente em 2 de outubro de 1987. Buyoya, um católico, afirmou que iria suspender as medidas impostas à Igreja Católica pelo governo de Bagaza. Ele foi sucedido por Melchior Ndadaye em 1993 e chegou ao poder no Burundi por uma segunda vez, após um golpe militar em 1996 que derrubou Sylvestre Ntibantunganya.